# 사향땃쥐
사향땃쥐 또는 집땃쥐, 아시아집땃쥐(Asian House Shrew)는 땃쥐과의 포유류이다.